# 艾兴贝格
艾兴贝格是德国图林根州的一个市镇。总面积4.51平方公里，总人口177人，其中男性89人，女性88人（2011年12月31日），人口密度39人/平方公里。